# Marjorie Schick
Marjorie Ann Schick-Krask (Taylorville, 29 augustus 1941 – Kansas City, 17 december 2017) was een vernieuwend Amerikaans sieraadontwerper, beeldhouwer, performancekunstenaar en docent. Haar avant-garde stukken, die op sculpturele creaties lijken, zijn op grote schaal verzameld.
Schick ontwikkelde een wereldwijde reputatie als sieraadontwerper, met werken die meer sculpturen waren dan traditionele sieraden. Haar stukken worden getoond op het lichaam, terwijl ze er tegelijk een interactie mee aangaan. Haar werk is groot van formaat en rijk aan kleur en is geschikt als draagbaar object, zelfstandige sculptuur of wandobject. Het schreeuwt om aandacht en houdt het midden tussen sieraad en sculptuur. Als een van de vernieuwers die in de jaren 1960 afstand namen van het gebruik van metaal, experimenteerde ze met een breed scala aan materialen. Zo vervaardigde zij onder meer schoenen en kragen en gebruikte daarvoor materialen als hout, triplex, verf, kippengaas, papier-maché, metaal, rubber, touw en canvas. Regelmatig maakte Schick sieraden en objecten voor dansgezelschappen en performers.

## Jeugd
Marjorie Schick was een dochter van Eleanor Krask-Curtin en Edward P. Krask. Haar ouders scheidden toen ze nog geen twee was. Ze werd opgevoed door haar moeder, die les gaf in de schone kunsten en Marjories creatieve talent stimuleerde.
Op de Universiteit van Wisconsin kreeg zij les van onder anderen Arthur Vierthaler. De beeldhouwer David Smith (1906–1965) was eveneens een inspiratiebron voor haar. Na haar afstuderen in 1963 trouwde ze met James Baldwin McDonald Schick. Samen verhuisden ze naar Bloomington, Indiana om hun studie af te ronden aan de Universiteit van Indiana. Zij schreef zich in voor een master of fine arts onder Alma Eikerman (1908–1995), een vrouw die haar zeer heeft geïnspireerd, onder meer wegens haar sculpturale benadering. Eikerman zou haar leven lang haar mentor blijven en een sterke invloed op haar werk hebben. Schick werd opgeleid tot traditioneel edelsmid en sieraadontwerper, en studeerde in 1966 cum laude af.

## Loopbaan
Na hun afstuderen gingen beide Schicks lesgeven aan de Universiteit van Kansas. Zij gaf les in kunst en haar echtgenoot doceerde geschiedenis. Zij begon met werken in papier-maché, dat ze gebruikte als lichtgewicht alternatief voor metaal, waardoor zij grotere stukken kon maken. In die tijd was dit materiaal onconventioneel. Terwijl haar traditionele sieraden gemakkelijk geaccepteerd werden voor exposities, werden die van papier-maché geregeld afgewezen als te radicaal. In 1967 werden ze beiden aangenomen door het Kansas State College in Pittsburg.
Tot eind jaren zeventig werkte Schick veel met papier-maché; ze vervaardigde kleurrijke, volumineuze sculpturale stukken. Daarna verdiepte ze zich in het gebruik van papier, draad, keramiek, kunststof en klei. In de jaren negentig keerde ze terug naar het werken met papier-maché. Haar internationale doorbraak volgde na haar deelname aan de tentoonstelling Jewellery Redefined in Londen in 1983, toen Paul Derrez haar uitnodigde een tentoonstelling te maken in Galerie Ra. Vanaf 2000 integreerde zij alledaagse voorwerpen in haar sieraden.
In 2007 stelden Marianna Kistler en Tacey A. Rosolowski een reizende retrospectieve tentoonstelling samen met 67 objecten van de hand van Schick. Deze tentoonstelling was op vijf plaatsen in de Verenigde Staten te zien. Bij de tentoonstelling is een catalogus verschenen. Na vijftig jaar stopte Schick in 2017 met lesgeven.
Sieraden van Schick zijn gepresenteerd door onder meer Charon Kransen Arts, Galerie Lous Martin en Galerie Ra.

## Nalatenschap
Het werk van Schick is opgenomen in de permanente collecties van vele toonaangevende musea, waaronder de Hermitage in Sint-Petersburg; het Museum of Arts and Design in New York; de National Gallery of Australia in Canberra; het Nationaal Museum voor Kunst, Architectuur en Design van Oslo; het Nationale Museum van Moderne Kunst in Kyoto; het Nationale Museum van Moderne en Hedendaagse Kunst in Seoel; de National Gallery of Scotland in Edinburgh; het Philadelphia Museum of Art in Philadelphia; de Pinakothek der Moderne in München; en het Victoria and Albert Museum van Londen.

## Prijzen en onderscheidingen
- Fellow van de American Craft Council, 2000
- Kansas State Artist of the Year, 2002
- Gekozen als geïnterviewde voor het Nanette L. Laitman documentatieproject voor ambachtelijke en decoratieve kunsten in Amerika, 2004
- Onderscheiding van de Senaat van Kansas, 2006

## Tentoonstellingen
- Jewellery Redefined, de eerste internationale tentoonstelling van multimediasieraden, British Crafts Centre, Londen, 1982
- Solodebuut, Galerie Ra, Amsterdam, 1983
- Solotentoonstelling, VO Galerie, Washington D.C.; Helen Drutt Gallery, Philadelphia, 1985
- Jewelry, form and idea, Van Reekum Museum, Apeldoorn, 1986
- Jewelry Now, reizende tentoonstelling gesponsord door de Virginia Commission for the Arts, 1987
- Marjorie Schick, Transition, solotentoonstelling, Galerie Ra, Amsterdam, 1988
- Marjorie Schick: A Retrospective, School of Fine Arts Gallery, Indiana, 1989
- Hats, Helmets and Other Headgear, Faith Nightingale Gallery, San Diego, Californië, 1989
- Marjorie Schick, Galerie Ra, Amsterdam, 1993
- KPMG Peat Marwick Collection of American Craft: A Gift to the Renwick Gallery, Renwick Gallery of the National Museum of American Art, Smithsonian Institution, Washington D.C., 1994
- New Times, New Thinking: Jewellery in Europe and America, Crafts Council, Londen, 1996
- Brooching it Diplomatically: A Tribute to Madeleine K. Albright, Secretary of State of the United States of America, Museum Het Kruithuis, Den Bosch. De tentoonstelling, met werk van 61 kunstenaars, ging gedurende het jaar 200 op tournee, naar onder meer Estland, Finland, Nederland en de Verenigde Staten, 1998
- Jewelry Moves, National Gallery of Scotland, Edinburgh, 1998
- Marjorie Schick, A Sense of Place, solotentoonstelling, Galerie Ra, Amsterdam, 1998
- Time, Color Place, Mobilia Gallery, Cambridge, Massachusetts, 1998
- Masquerade, 25 jaar Galerie Ra, Amsterdam, 2001
- Open Links, Bowling Green, Ohio, 2001
- Aanwinsten. Een keuze uit de sieradenaankopen in de afgelopen vier jaar voor twee verzamelingen door Jurriaan-Bob van den Berg, De Nederlandsche Bank, Amsterdam, 2002
- Zero Karat, the Donna Schneier Gift to the American Craft Museum, Museum of Arts and Design, Manhattan, New York, 2002
- HOUdT van sieraden, Galerie Lous Martin, Delft, 2004
- Treasures from the Vault: Contemporary Jewelry from the Permanent Collection, Museum of Arts and Design, Manhattan, New York, 2004
- Schmuck 2005, International Crafts Fair, München, 2005
- 100 Brooches, Velvet da Vinci Gallery, San Francisco, California, 2005
- Challenging the Chatelaine, Design Museum, Helsinki, 2006
- Radiant – 30 Years Ra Gallery, Amsterdam, 2006
- Preziosa 2006: No body decoration, Villa Bottini, Lucca, Italië, 2006
- 2007 – Jewelry by Artists, The Daphne Farago Collection, Museum of Fine Arts, Boston, 2007
- Ornament as Art: Avant-Garde Jewelry from the Helen Williams Drutt Collection, Museum of Fine Arts, Houston, Texas. Na de opening ging de show tot 2009 op tournee door de Verenigde Staten, 2007
- Sculpture Transformed: The Work of Marjorie Schick, soloshow, Museum of Craft and Design, San Francisco, California. Na de openingstentoonstelling ging de tentoonstelling tot 2009 op tournee, onder andere naar de Indiana University Art Museum in Bloomington, Indiana; het Marianna Kistler Beach Museum of Art in Manhattan, Kansas; het Fuller Craft Museum of Brockton, Massachusetts; het Muskegon Museum of Art in Muskegon, Michigan, 2007 - 2008
- Ornament as Art: Avant-Garde Jewelry from the Helen Williams Drutt Collection, Mint Museum of Craft+Design, Charlotte; Renwick Gallery, Washington; Tacoma Art Museum, Tacoma, Washington, 2008 - 2009
- Dare to Wear: The Collection of Paul Derrez and Willem Hoogstede, CODA, Apeldoorn, 2013
- Gifts from America: 1948–2013, Hermitage, Sint Petersburg, Rusland, 2014
- Beyond Bling: contemporary jewelry from the Lois Boardman Collection, Los Angeles County Museum of Art, Los Angeles, Californië, 2016
- Medusa, Bijoux et tabous, Musée d'Art Moderne de la Ville de Paris, Parijs, Frankrijk, 2017
- Alles of niets, collectie Jurriaan van den Berg, CODA, Apeldoorn, 2018
- Outrageous Ornament: Extreme Jewelry in the 21st Century, Katonah Museum of Art, Katonah, 2018

- Bibliothèque nationale de France: cb16209542t (data)
- Gemeinsame Normdatei: 133269647
- International Standard Name Identifier: 0000 0000 5267 0867
- KulturNav: c5be08b7-8701-48be-b86f-b87cf11a3b01
- Library of Congress Control Number: nr2004036899
- Nederlandse Thesaurus van Auteursnamen: 31704320X
- RKD-Nederlands Instituut voor Kunstgeschiedenis: 70430
- Système universitaire de documentation: 125953259
- Virtual International Authority File: 193149196643374792778